# Wu Wei: Az öt elem küzdelme
A Wu Wei: Az öt elem küzdelme (eredeti cím: Wu Assassins) 2019-tól vetített amerikai krimi dráma sorozat, amelyet John Wirth és Tony Krantz alkotott.
A sorozat producere Chris Rudolph, zeneszerzője Jeehun Hwang. A főszerepekben Iko Uwais, Byron Mann, Li Jun Li, Celia Au és Lewis Tan láthatóak. A sorozat a Wirthwhile TV, a Flame Ventures és a Nomadic Pictures Entertainment megbízásából készült, forgalmazója a Netflix.
Amerikában és Magyarországon is 2019. augusztus 8-án mutatta be a Netflix.

## Cselekmény
Kai Jin San Francisco kínai negyedének a fiatal séfje belekeveredik a kínai triád üldözőjébe a „Wu Xing” néven ismert halálos ókori hatalmakkal. Kai vonakodva válik a Wu-bérgyilkossá és továbbfejlesztett harcművészeti képességeivel védi a misztikus hatalmat az ellenségek elől.

## Szereplők

### Főszereplők
| Színész        | Szereplő        | Magyar hang     |
| -------------- | --------------- | --------------- |
| Iko Uwais      | Kai Jin         | Varga Gábor     |
| Byron Mann     | Uncle Six       | Bozsó Péter     |
| Li Jun Li      | Jenny Wah       | Zsigmond Tamara |
| Celia Au       | Ying Ying       | TBA             |
| Lewis Tan      | Lu Xin Lee      | Szatory Dávid   |
| Lawrence Kao   | Tommy Wah       | Rada Bálint     |
| Tommy Flanagan | Alec McCullough | TBA             |

### Mellékszereplők
| Színész   | Szereplő  | Magyar hang   |
| --------- | --------- | ------------- |
| Tzi Ma    | Mr. Young | Katona Zoltán |
| JuJu Chan | Zan       | Szabó Zselyke |

## Epizódok
| Évad | Évad | Epizód | Eredeti sugárzás   | Eredeti sugárzás   | Eredeti adó | Magyar sugárzás    | Magyar sugárzás    | Magyar adó |
| Évad | Évad | Epizód | Évadpremier        | Évadfinálé         | Eredeti adó | Évadpremier        | Évadfinálé         | Magyar adó |
| ---- | ---- | ------ | ------------------ | ------------------ | ----------- | ------------------ | ------------------ | ---------- |
|      | 1    | 10     | 2019. augusztus 8. | 2019. augusztus 8. |             | 2019. augusztus 8. | 2019. augusztus 8. |            |

### Első évad (2019)
| Sor. | Év. | Cím                                       | Rendező          | Író                             | Premier            |
| ---- | --- | ----------------------------------------- | ---------------- | ------------------------------- | ------------------ |
| 1.   | 1.  | Részeges görögdinnye (Drunken Watermelon) | Stephen Fung     | John Wirth                      | 2019. augusztus 8. |
| 2.   | 2.  | Eltékozolt ifjúság (Misspent Youth)       | Stephen Fung     | Cameron Litvack                 | 2019. augusztus 8. |
| 3.   | 3.  | Tüzes csirke (Fire Chicken)               | Roel Reiné       | Yalun Tu                        | 2019. augusztus 8. |
| 4.   | 4.  | Tekergő kígyó (A Twisting Snake)          | Roel Reiné       | David Simkins                   | 2019. augusztus 8. |
| 5.   | 5.  | Codladh Sámh (Codladh Sámh)               | Toa Fraser       | Julie Benson és Shawna Benson   | 2019. augusztus 8. |
| 6.   | 6.  | A Gu merénylők (Gu Assassins)             | Toa Fraser       | Cameron Litvack és John Wirth   | 2019. augusztus 8. |
| 7.   | 7.  | Örökség (Legacy)                          | Katheryn Winnick | David Simkins és Yalun Tu       | 2019. augusztus 8. |
| 8.   | 8.  | Hölgyek éjszakája (Ladies' Night)         | Tony Krantz      | Julie Benson és Shawna Benson   | 2019. augusztus 8. |
| 9.   | 9.  | Utak: 1. rész (Paths: Part 1)             | Michael Nankin   | David Simkins és Yalun Tu       | 2019. augusztus 8. |
| 10.  | 10. | Utak: 2. rész (Paths: Part 2)             | Michael Nankin   | Cameron Litvack és Jessica Chou | 2019. augusztus 8. |

## Gyártás

### Fejlesztés
2018. június 29-én a Netflix berendelt a sorozatból tíz részt. A sorozatot John Wirth alkotta és írta. További vezető producerek: Tony Krantz, a Nomadic Pictures Chad Oakes és Mike Frislev. Stephen Fung rendezi az első két részt. A főszereplése mellett Uwais producerként, harcművészet- és küzdelem-koreográfusként, valamint kaszkadőr-koordinátorként is közreműködött.

### Szereposztás
2018 júniusában Uwait Kai Jin szerepére választották ki. Ugyanebben a hónapban bejelentették, hogy Byron Mann is szerepel a sorozatban, mint Unkle Six. 2018 júliusában bejelentették, hogy Tzi Ma, Tommy Flanagan, Lewis Tan és Katheryn Winnick is szerepelni fognak, Mr. Young, Alec McCullough, Lu Xin Lee és Christine Gavin szerepében. 2018 augusztusában arról számoltak be, hogy JuJu Chan és Mark Dacascos mellékszereplők lesznek. 2018 októberében Lawrence Kao és Celia Au csatlakoztak a sorozathoz. 2018 novemberében kiderült, hogy a Summer Glau-t Miss Jones szerepében lesz látható. 2019 januárjában Li Jun Li is csatlakozott, Jenny Wah szerepében.

### Forgatás
Forgatása 2018. augusztus 8-tól november 20-ig tartott a kanadai Vancouver-ben.